# Nijlvloed

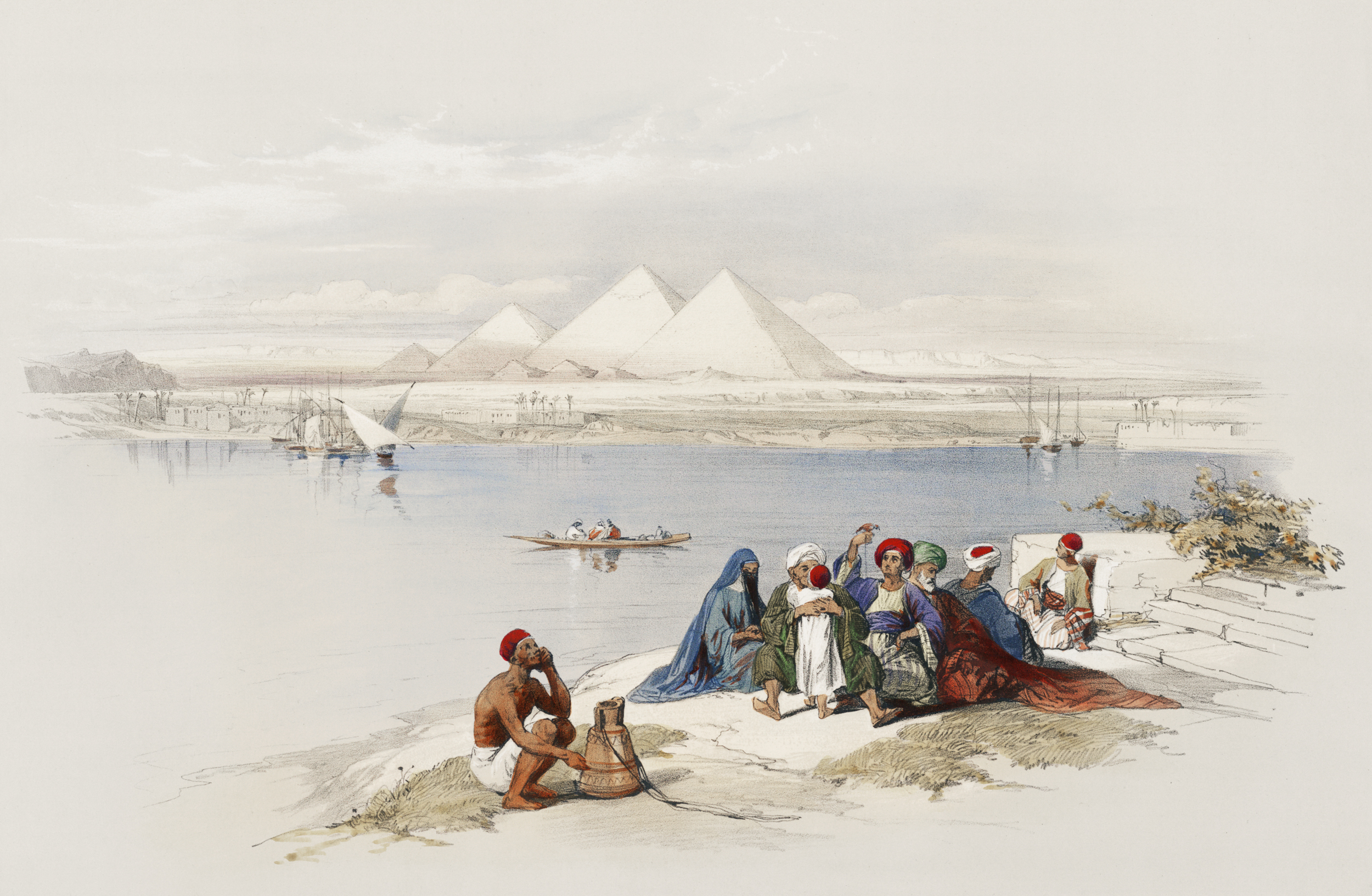
Nijlvloed nabij de Piramiden van Gizeh, geïllustreerd door David Roberts (1796-1864)

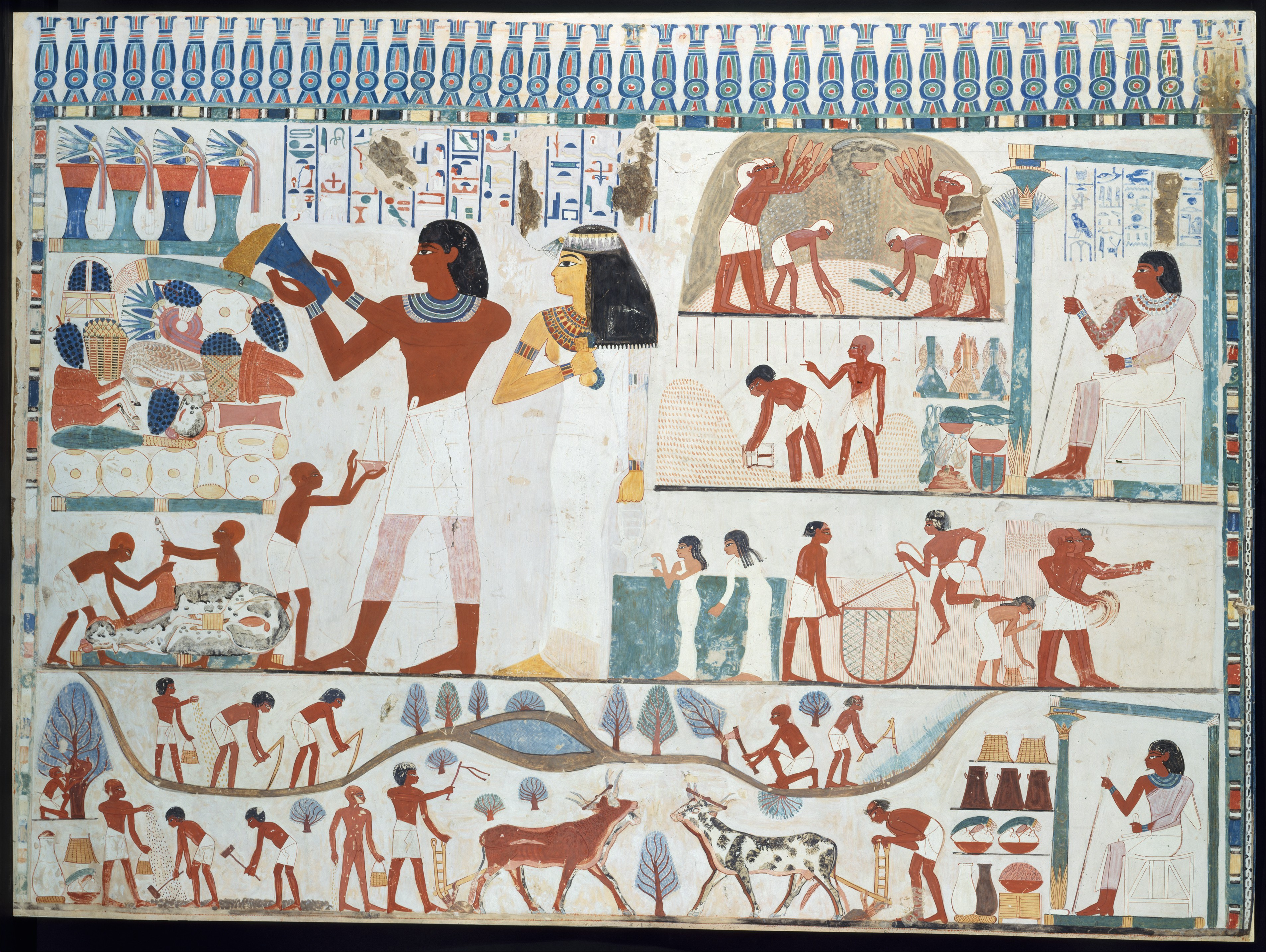
landbouwtaferelen afgebeeld in de graftombe van Nacht (TT52), necropolis van Thebe, periode van Thoetmosis IV (14e eeuw v.Chr.)

De Nijlvloed was de jaarlijkse overstroming van de Nijl, sinds de oudheid een belangrijke natuurlijke cyclus in Egypte. De overstroming werd veroorzaakt door de jaarlijkse regentijd. De bouw van de Aswandam in 1970 betekende het einde van de jaarlijkse overstromingen.
De Nijlvloed werd veroorzaakt door de moesson, die tussen mei en augustus voor een grote hoeveelheid neerslag op het Ethiopisch Hoogland zorgt. De overstroming als zodanig was te voorzien, hoewel de exacte data en niveaus ervan alleen op korte termijn konden worden voorspeld, door de meterstanden bij Aswan door te geven aan de lagere delen van het koninkrijk.
Het Egyptische jaar was verdeeld in de drie seizoenen Achet (overstromingsseizoen), Peret (groeiseizoen) en Sjemoe (oogstseizoen). Achet was de periode dat de Nijl in het Oude Egypte buiten zijn oevers trad en de riviervlakte overstroomde, waarmee veel voedingsstoffen op de daar aanwezige landbouwgebieden terechtkwamen. Het seizoen duurde grofweg van midden-juli tot midden-november.
- Gemeinsame Normdatei: 1058992686